# 김명길 (1959년)
김명길(金明吉, 1959년 3월 14일 ~ )은 조선민주주의인민공화국의 정치인이다. 조선로동당 중앙위원회 위원 겸 전 베트남 주 대사이다.

## 이력
1959년 3월 14일, 자강도 만포시에서 태어났다. 김일성종합대학을 졸업하고, 내각 외무성 미주국 부국장과 국장을 거쳐 1985년 주 자메이카(져메이커) 대사관에서 근무했다. 1990년 외무성 미주국에서 일했고, 1996년 주 UN대표부 참사관으로 임명되었다. 2000년 7월, 북미 쿠알라룸푸르 미사일회담에서 북측 대표로 활동했으며 2001년 외무성 미주국 연구원이 되었다. 2006년 10월부터 2009년 11월까지 유엔 주재 북한대표부 공사를 역임했다. 2015년 8월 이후 베트남 주재대사로 근무하게 되었다. 2017년 10월 7일에 당 중앙위원회 제7기 제2차 전원회의에서 당 중앙위원회 위원으로 선출되었다.
제2차 북미정상회담 당시 김정은을 현지에서 보좌하였으며 같이 대사관을 방문하였다. 2019년에는 베트남 대사직에서 물러나게 되었다.